# Svart gris i Paris
Svart gris i Paris (franska: La traversée de Paris) är en fransk komedifilm från 1956 i regi av Claude Autant-Lara, med Jean Gabin och Bourvil i huvudrollerna. Filmen är baserad på novellen "La traversée de Paris" av Marcel Aymé. Dess cyniska porträtt av ockupationstiden var banbrytande och gjorde den omstridd på sin tid.

## Handling
Filmen utspelar sig under en natt 1943 i det ockuperade Paris där två män trotsar utegångsförbudet för att leverera två resväskor med fläskkött som ska säljas på den svarta marknaden.

## Medverkande
- Jean Gabin - Grandgil
- Bourvil - Marcel Martin
- Jeannette Batti - Mariette Martin
- Louis de Funès - Jambier
- Monette Dinay - Fru Jambier
- Anouk Ferjac - Flickan
- Bernard Lajarrige - Polis
- Robert Arnoux - Slaktaren

## Tillkomst
Filmens förlaga är Marcel Aymés novell "La traversée de Paris", som ingår i samlingen Le vin de Paris från 1947. Produktionen leddes av franska Franco-London-film i samarbete med italienska Continentale produzione. Inspelningen ägde rum från 7 april till 9 juni 1956. Den skedde helt i studiomiljö hos bolaget Franstudio, beläget i Saint-Maurice, Val-de-Marne.

## Utgivning
Premiären ägde rum vid filmfestivalen i Venedig 1956 där filmen visades i huvudtävlan. 
Filmen släpptes i Frankrike 26 oktober samma år, distribuerad av Gaumont. Den hade 4 895 769 biobesök i hemlandet.

## Mottagande

### Recensioner
François Truffaut skrev 1956: "Jag beundrar, utan några egentliga förbehåll, Svart gris i Paris. Jag tror att den är en fullständig succé för att Autant-Lara till slut har hittat det material som han har väntat på—en handling som är gjord i hans egen avbild, en berättelse där hans bråkighet, böjelse för överdrifter, grovhet, vulgaritet och anstöt, istället för att passa illa, upphöjs till något storslaget. ... En glöd liknande Célines och en enträgen vildsinthet dominerar filmen, men den räddas från elakhet av några känslomässiga anslag som överhopar oss, särskilt de i slutscenerna."

### Utmärkelser
Bourvil fick priset för bästa skådespelare vid filmfestivalen i Venedig. Franska filmkritikerförbundet utsåg filmen till årets bästa franska film. Gabin blev nominerad till en BAFTA för bästa utländska skådespelare.

## Eftermäle
Filmen blev omstridd för att den bröt mot flera tabun i sin skildring av ockupationstiden, vilket gjorde den väldigt kontroversiell. Tidigare skildringar hade varit heroiska dramer och framställt den franska motståndsrörelsen som närmast odelat understödd av befolkningen. Svart gris i Paris var banbrytande genom att istället använda mörk humor, skildra cynisk svarthandel, framställa kollaboratörer som vanligt folk och avstå från att utmåla någon part som oskyldigt offer. I efterhand har kritiker konstaterat att denna bild var betydligt mer nyanserad än den konventionella. För både Bourvil och Louis de Funès innebar filmen ett stort genombrott.